# A. J. Green
Adriel Jeremiah "A.J." Green (nascido em 31 de julho de 1988) é um jogador aposentado de futebol americano que jogava como wide receiver na National Football League (NFL). Ele jogou futebol americano universitário na Universidade da Geórgia e foi selecionado como a quarta escolha geral no Draft de 2011 da NFL pelo Cincinnati Bengals. Seus dois últimos anos ele defendeu o Arizona Cardinals.
Em sua primeira temporada com os Bengals, Green foi selecionado para o Pro Bowl de 2012, sendo o primeiro wide receiver novato a fazer uma aparição no Pro Bowl em oito anos; Green, desde então, apareceu em 7 Pro Bowls em sua carreira.
De 2011 a 2013, Green recebeu mais passes (260) do que qualquer outro jogador na história da NFL durante suas três primeiras temporadas, embora este recorde tenha sido quebrado mais tarde.

## Início da vida
A. J. Green é o filho de Woodrow e Dora Green; Woodrow trabalhava como aço e era um motorista de caminhão e Dora era funcionária de um WalMart.
Quando A. J. tinha 4 anos, seu irmão mais velho, Avionce, morreu em um acidente de carro a caminho da escola; os destroços também deixaram sua tia paralisada. 
Green fazia parte da equipe de malabarismo de sua escola, ele contou ao The Atlanta Journal-Constitution que aprendeu a fazer malabarismo no segundo grau. Green disse que poderia fazer malabarismos com até quatro itens de uma só vez e que a habilidade o ajudou no desenvolvimento de sua coordenação motora.

## Carreira na Escola Secundária
Green freqüentou a Summerville High School, onde ele era um atleta de três esportes: futebol americano, basquete e atletismo. Ele jogou como Wide Receiver no time de futebol americano sob o comando do técnico John McKissick. Ele foi amplamente considerado uma das melhores perspectivas do da classe de 2008 e foi listado como o número 1 pela Sports Illustrated. Green ganhou todas as honras de All-State quatro vezes e foi o único jogador de terceiro ano nomeado para o primeiro time do USA Today All-American após 75 recepções para 1.422 jardas e 16 touchdowns. Green também foi selecionado como membro da equipe Rivals.com Junior All-America com base nessas estatísticas.
Como um calouro, ele teve 57 recepções para 1,217 jardas e oito touchdowns. No terceiro ano, ele teve 60 recepções para 1,203 jardas e 14 touchdowns.
As 5.373 jardas da carreira de Green o classificam-se em segundo lugar no raking de todos os tempos, recebendo os registros da Federação Nacional de Escolas Secundárias. Suas 279 recepções na carreira estão em quarto lugar. 
Em junho de 2006, Green foi perfilado pela Sports Illustrated como parte de suas histórias “Where Will They Be?” Documentando atletas com o potencial de ter um grande futuro, ao lado de Peter Uihlein, John Tavares, Tyreke Evans, Elena Delle Donne e outros. A Sports Illustrated o comparou com Randy Moss, então jogador do Oakland Raiders, e previu que Green estaria na NFL em 2011.
Green também estava na equipe de atletismo da escola, onde competiu como um saltador de longa distância e salto triplo.
A Rivals.com classificou Green como o nono prospecto da classe de 2008, enquanto o Scout.com nomeou Green sua perspectiva No. 10. Ele participou da Under Armour All-America Game.
Green também estava no time de basquete de Summerville que foi campeão campeonato estadual de 2007-2008 da Carolina do Sul em um jogo contra o Spartanburg (S.C.) High.

## Carreira na Faculdade
Green comprometeu-se verbalmente com a Universidade da Geórgia em outubro de 2006, e oficializou seu compromisso assinando uma carta de intenções para jogar na Geórgia em 6 de fevereiro de 2008. Ele jogou pelo time de futebol, Georgia Bulldogs, do técnico Mark Richt de 2008 a 2010.

### Temporada de 2008
Green teve uma sólida temporada de calouro com o Georgia Bulldogs em 2008. No quarto jogo de sua carreira na faculdade, contra o Arizona State, Green teve oito recepções para 159 jardas e um touchdown. Por isso, ele foi nomeado como o Jogador da Semana da SEC. 
Ele terminou a temporada de 2008 com 56 recepções para 963 jardas e 8 touchdowns, quebrando todos os recordes de calouros da Geórgia. Ele também liderou a SEC em jardas, esse foi o terceiro maior número da história da universidade. Ele foi nomeado pro segundo-time da All-SEC, foi o calouro do ano pelos treinadores da SEC e foi nomeado para a equipe da Associated Press All-SEC.

### Temporada de 2009
Green terminou a temporada regular de 2009 com 47 recepções para 751 jardas e seis touchdowns, apesar de ter sofrido uma lesão nos últimos três jogos da temporada.
Green retornou de lesão para o Independence Bowl de 2009, em 28 de dezembro de 2009, em Shreveport, Louisiana, onde fez seis recepções para 57 jardas.
Entre outros prêmios, Green foi eleito para o Primeiro Time da All-SEC pela Associated Press, Treinadores da SEC, ESPN, Phil Steele e Sporting News.

### Temporada de 2010
Green foi suspenso nos quatro primeiros jogos da temporada regular de 2010, depois de admitir ter vendido a camisa que usou no Independence Bowl por US $ 1.000 ao ex-defense back de North Carolina, Chris Hawkins, que a NCAA descreveu como um agente ou alguém que vende atletas amadores. Como parte de sua punição, ele foi obrigado a pagar US $1.000 para uma instituição de caridade.
Apesar de perder os quatro primeiros jogos, Green terminou a temporada de 2010 com 57 recepções para 848 jardas e nove touchdowns.
Em 9 de janeiro de 2011, Green se declarou oficialmente para o Draft de 2011 da NFL. Ele terminou as suas três temporadas na Universidade da Geórgia com 166 recepções para 2,619 jardas e 23 touchdown.

### Estatísticas da Faculdade
|       |         |    | Recepção | Recepção | Recepção |
| Ano   | Equipa  | JD | Rec      | Jardas   | TDs      |
| ----- | ------- | -- | -------- | -------- | -------- |
| 2008  | Geórgia | 13 | 56       | 963      | 8        |
| 2009  | Geórgia | 10 | 53       | 808      | 6        |
| 2010  | Geórgia | 9  | 57       | 848      | 9        |
| Total | Total   | 32 | 166      | 2,619    | 23       |

Fonte:

## Carreira Profissional
| Altura                          | Peso  | Comprimento do braço | Tamanho da mão | Corrida de 40 jardas | Corrida de 10 jardas | Corrida de 20 jardas | 20-ss  | 3-cone    | Salto Vertical | Amplo  | BP            |
| ------------------------------- | ----- | -------------------- | -------------- | -------------------- | -------------------- | -------------------- | ------ | --------- | -------------- | ------ | ------------- |
| 1.92 m                          | 96 kg | 0.87 m               | 0,23 m         | 4.49 s               | 1.56 s               | 2.63 s               | 4.21 s | De 6,91 s | 0.88 m         | 3.20 m | 18 repetições |
| Todos os valores da NFL Combine |       |                      |                |                      |                      |                      |        |           |                |        |               |

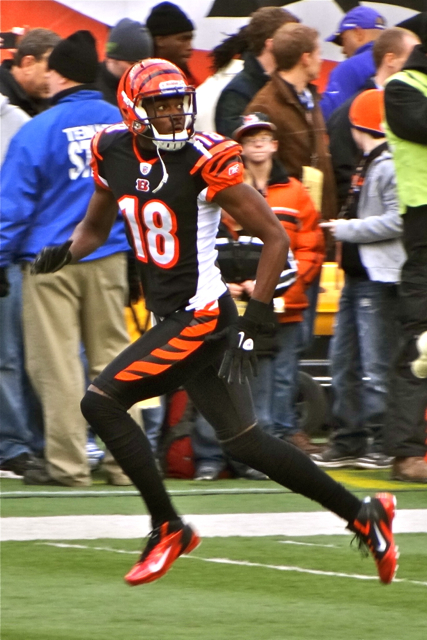
A. J. Green em 2011.

Green foi selecionado na primeira rodada com a quarta escolha geral no Draft de 2011 pelo Cincinnati Bengals. Em 28 de julho de 2011, Green assinou um contrato de quatro anos com o Cincinnati Bengals, no valor de US $ 19,6 milhões. Depois de assinar com o Cincinnati Bengals, Green tornou-se membro da School of the Legends (SOTL) em 2011. Green foi destaque na estreia da "One Team" do NFLPA Rookie de 2011, transmitida ao vivo no Cipriani Wall Street, em Nova York. O evento foi produzido pela SOTL, um parceiro licenciado da NFLPA, em uma transmissão ao vivo do YouTube.

### Cincinnati Bengals

#### Temporada de 2011
A primeira recepção de Green na NFL foi um touchdown de 41 jardas contra o Cleveland Browns.
No final de sua temporada de estreia, Green teve quatro jogos de 100 jardas e liderou todos os novatos da NFL em recepções e jardas, conseguindo 65 passes para 1.057 jardas em 15 jogos. Suas sete recepções de touchdown ficaram em segundo lugar entre os novatos - uma atrás de Julio Jones, do Atlanta Falcons.
Em 18 de dezembro de 2011, Green e o também novato Andy Dalton superaram o recorde de todos os tempos da NFL para jardas e recepções de um novato do tipo quarterback/receptor. Uma semana depois, em 24 de dezembro de 2011, as 1.031 jardas de Green superaram o recorde de franquia de 1.001 jardas de Cris Collinsworth estabelecido em 1981 de mais jardas de um novato. Collinsworth ainda detém o recorde de franquia para a mais recepções por um novato com 67.

#### Temporada de 2012
Na semana 3 da temporada regular de 2012, Green pegou nove passes para 183 jardas em uma vitória por 38-31 sobre o Washington Redskins. Na semana 9, ele pegou um touchdown de 56 jardas contra o New York Giants, fazendo touchdowns em 8 jogos seguidos, o mais longo na NFL por um receptor e segundo mais longo no geral. Ele ampliou a sequência para nove depois de um touchdown de quatro jardas contra o Kansas City Chiefs na semana 11. Em 23 de dezembro de 2012, Green registrou seu primeiro fumble perdido contra Pittsburgh Steelers, mas ele terminou o jogo com 10 recepções para 116 jardas, incluindo uma recepção de 21 jardas que estabeleceu o field goal da vitória. Green teve mais de 100 jardas de recepção em cinco jogos diferentes e foi selecionado para seu segundo Pro Bowl em seu segundo ano na NFL. 
Ele terminou a temporada com 97 recepções para 1.350 jardas e 11 touchdowns. Na derrota nos playoff dos Bengals para o Houston Texans, ele foi o principal receptor da equipe com 5 recepções para 80 jardas.
No Pro Bowl de 2013, ele teve 119 jardas e 3 touchdowns.

#### Temporada de 2013
Green estabeleceu as estatísticas mais alta da carreira em 2013 em recepções (98) e jardas (1,426, que foi o segundo maior marca da história de Bengals), ao mesmo tempo em que marcou 11 touchdowns.
Ele teve seis jogos de 100 jardas, incluindo cinco consecutivos da semana 6 até a semana 10, o que foi um recorde da franquia.

#### Temporada de 2014
Green pegou seis passes para 131 jardas, incluindo uma recepção de touchdown de 77 jardas, na vitória do Bengals por 23-16 sobre o Baltimore Ravens no estreia da temporada. Na semana 2, ele sofreu uma lesão no dedo do pé contra o Atlanta Falcons, resultando no primeiro jogo da carreira de Green sem uma recepção. Ele retornou na semana seguinte para registrar seis recepções para 102 jardas. Na semana 5, ele agravou sua lesão e perdeu os três jogos seguintes. Na semana 14, ele teve a impressionante marca de 224 jardas em 11 recepções (média de 20,4) e um touchdown contra o Pittsburgh Steelers.
Apesar de perder três jogos e metade de outros dois, Green ainda registrou sua 4ª temporada consecutiva de 1.000 jardas, terminando o ano com 69 recepções para 1.041 jardas e 6 touchdowns. No entanto, seus ferimentos acabaram por obrigá-lo a perder a pós-temporada pela primeira vez em sua carreira.

#### Temporada de 2015
Na semana 3 da temporada de 2015, Green recebeu 10 passes para 227 jardas e dois touchdowns no quarto quarto em uma vitória sobre o Baltimore Ravens. Suas 227 jardas foram o segundo maior jogo individual na história da franquia.
Ele terminou a temporada de 2015 com 86 recepções, 1.297 jardas e 10 touchdowns. 
Durante o jogo do Wild Carda da AFC contra Pittsburgh Steelers, ele recebeu 5 passes para 71 jardas e sua primeira recepção para touchdown da pós-temporada. Ele foi selecionado para seu quinto Pro Bowl e ficou em 16º lugar no Top 100 Players da NFL de 2016.

#### Temporada de 2016
No primeiro jogo da temporada contra o New York Jets, Green teve 180 jardas, incluindo um touchdown de 54 jardas, enquanto o Bengals venceram por 23-22. Em 29 de setembro de 2016, ele recebeu 10 passes para 173 jardas e um touchdown durante uma vitória por 22-7 sobre o Miami Dolphins no Thursday Night Football. Em 23 de outubro de 2016, o Cincinnati Bengals derrotou o Cleveland Browns, com Green tendo 8 recepções para 169 jardas e uma recepção de 48 jardas para touchdown. No jogo seguinte, Green terminou com 9 recepções para 121 jardas em um empate por 27-27 com o Washington Redskins. Na semana 10, ele recebeu 7 passes para 68 jardas e um touchdown durante uma derrota por 21-20 contra o New York Giants.
Em 20 de novembro de 2016, Green sofreu uma ruptura no tendão no primeiro quarto contra o Buffalo Bills. Ele ficou inativo pelos próximos cinco jogos antes de ser colocado na reserva antes do final da temporada regular. 
Ele terminou a temporada com 66 recepções, 964 jardas e 4 touchdown em dez jogos. A temporada de 2016 foi a primeira de Green na NFL em que ele não conseguiu mais de 1.000 jardas, faltando apenas 36 jardas. Apesar da lesão, Green foi nomeado para o seu sexto Pro Bowl em 20 de dezembro de 2016. Ele também foi classificado em 17º por seus colegas no NFL Top 100 Players de 2017.

#### Temporada de 2017
Durante a semana 5 contra o Buffalo Bills, Green teve dois passes desviados de suas mãos que foram interceptados e ele perdeu um fumble, mas ainda teve uma performance impressionante com 189 jardas, enquanto os Bengals venceram 20-16. 
Durante a semana 9 contra o Jacksonville Jaguars, Green entrou em uma briga com Jalen Ramsey, resultando em ambos os jogadores sendo expulsos. Em 9 de novembro, Green foi multado em US $42,541.
Na semana 10 contra os Titans, ele registrou 115 jardas e um touchdown quando os Bengals perderam por 24-20. Em 19 de dezembro de 2017, Green foi nomeado para a seu sétimo Pro Bowl.
No geral, ele terminou a temporada de 2017 com 75 recepções para 1.078 jardas e oito touchdowns.

#### Temporada de 2018
Em 13 de setembro de 2018, Green teve seu primeiro jogo com três touchdown contra o Baltimore Ravens, completando o hat trick durante todo o primeiro tempo, com cada um das suas três primeiras recepções resultando em touchdowns. Ele terminou o ano com 46 recepções para 694 jardas e recebeu seis passes para touchdown, sendo a temporada de 2018 a primeira em sete anos que Green não foi para o Pro Bowl. Seus colegas jogadores elegeu ele como o 58º na lista de Top 100 jogadores de 2019.

#### Temporada de 2019
Durante o treinamento de intertemporada, Green sofreu com ligamentos rompidos em seu tornozelo durante em Dayton, Ohio. Green deveria perder apenas o começo da temporada, mas acabou ficando de fora do ano inteiro.

#### Temporada de 2020
Em 16 de março de 2020, os Bengals colocaram uma franchise tag em Green, para impedir que ele negociasse com outro time. Ele acabou assinando um contrato de uma ano, em 17 de julho de 2020. Ele marcou seu primeiro touchdown em dois anos na semana 11 contra o Washington Football Team. No geral, em 2020, ele angariou 47 recepções para 523 jardas e dois touchdowns.

### Arizona Cardinals
Green assinou um contrato com o Arizona Cardinals em 17 de março de 2021. Ele se aposentou em fevereiro de 2023. Green encerrou a carreira como o líder dos Bengals em termos de jardas recebidas e touchdowns marcados.

## Estatísticas da carreira na NFL

### Temporada regular
| Legenda | Legenda            |
| ------- | ------------------ |
| Negrito | Melhor da carreira |

| Ano      | Time     | Jogos                       | Recebendo                   | Recebendo                   | Recebendo                   | Recebendo                   | Recebendo                   | Correndo                    | Correndo                    | Correndo                    | Correndo                    | Correndo                    | Fumbles                     | Fumbles                     |
| Ano      | Time     | Titular                     | Rec                         | Jardas                      | Média                       | Lng                         | TD                          | Ten                         | Jardas                      | Média                       | Lng                         | TD                          | Fum                         | Perdidos                    |
| -------- | -------- | --------------------------- | --------------------------- | --------------------------- | --------------------------- | --------------------------- | --------------------------- | --------------------------- | --------------------------- | --------------------------- | --------------------------- | --------------------------- | --------------------------- | --------------------------- |
| 2011     | CIN      | 15                          | 65                          | 1 057                       | 16,3                        | 58                          | 7                           | 5                           | 53                          | 10,6                        | 22                          | 0                           | 1                           | 0                           |
| 2012     | CIN      | 16                          | 97                          | 1 350                       | 13,9                        | 73                          | 11                          | 4                           | 38                          | 9,5                         | 20                          | 0                           | 2                           | 1                           |
| 2013     | CIN      | 16                          | 98                          | 1 426                       | 14,6                        | 82                          | 11                          | —                           | —                           | —                           | —                           | —                           | 1                           | 0                           |
| 2014     | CIN      | 13                          | 69                          | 1 041                       | 15,1                        | 81                          | 6                           | 2                           | 2                           | 1,0                         | 5                           | 0                           | 3                           | 2                           |
| 2015     | CIN      | 16                          | 86                          | 1 297                       | 15,1                        | 80                          | 10                          | —                           | —                           | —                           | —                           | —                           | 1                           | 1                           |
| 2016     | CIN      | 10                          | 66                          | 964                         | 14,6                        | 54                          | 4                           | —                           | —                           | —                           | —                           | —                           | 0                           | 0                           |
| 2017     | CIN      | 16                          | 75                          | 1 078                       | 14,4                        | 77E                         | 8                           | —                           | —                           | —                           | —                           | —                           | 2                           | 2                           |
| 2018     | CIN      | 9                           | 46                          | 694                         | 15,1                        | 38E                         | 6                           | —                           | —                           | —                           | —                           | —                           | 2                           | 1                           |
| 2019     | CIN      | não jogou devido a contusão | não jogou devido a contusão | não jogou devido a contusão | não jogou devido a contusão | não jogou devido a contusão | não jogou devido a contusão | não jogou devido a contusão | não jogou devido a contusão | não jogou devido a contusão | não jogou devido a contusão | não jogou devido a contusão | não jogou devido a contusão | não jogou devido a contusão |
| 2020     | CIN      | 14                          | 47                          | 523                         | 11,1                        | 33                          | 2                           | —                           | —                           | —                           | —                           | —                           | 0                           | 0                           |
| 2021     | ARI      | 9                           | 54                          | 848                         | 15,7                        | 42                          | 3                           | —                           | —                           | —                           | —                           | —                           | 0                           | 0                           |
| 2022     | ARI      | 10                          | 24                          | 236                         | 9,8                         | 77                          | 2                           | —                           | —                           | —                           | —                           | —                           | 0                           | 0                           |
| Carreira | Carreira | 144                         | 727                         | 10 514                      | 14,5                        | 82                          | 70                          | 11                          | 93                          | 8,5                         | 22                          | 0                           | 12                          | 7                           |

### Pós-temporada
| Ano      | Time     | Jogos                       | Recebendo                   | Recebendo                   | Recebendo                   | Recebendo                   | Recebendo                   | Fumbles                     | Fumbles                     |
| Ano      | Time     | Titular                     | Rec                         | Jardas                      | Média                       | Lng                         | TD                          | Fum                         | Perdidos                    |
| -------- | -------- | --------------------------- | --------------------------- | --------------------------- | --------------------------- | --------------------------- | --------------------------- | --------------------------- | --------------------------- |
| 2011     | CIN      | 1                           | 5                           | 47                          | 9,4                         | 21                          | 0                           | 0                           | 0                           |
| 2012     | CIN      | 1                           | 5                           | 80                          | 16,0                        | 45                          | 0                           | 0                           | 0                           |
| 2013     | CIN      | 1                           | 3                           | 34                          | 11,3                        | 14                          | 0                           | 0                           | 0                           |
| 2014     | CIN      | não jogou devido a contusão | não jogou devido a contusão | não jogou devido a contusão | não jogou devido a contusão | não jogou devido a contusão | não jogou devido a contusão | não jogou devido a contusão | não jogou devido a contusão |
| 2015     | CIN      | 1                           | 5                           | 71                          | 14,2                        | 25                          | 1                           | 0                           | 0                           |
| 2021     | ARI      | 1                           | 0                           | 0                           | 0,0                         | 0                           | 0                           | 0                           | 0                           |
| Carreira | Carreira | 5                           | 18                          | 232                         | 12,9                        | 45                          | 1                           | 0                           | 0                           |

## Vida pessoal
Em 21 de março de 2015, ele se casou com a atriz e cantora Miranda Brooke, sua namorada da faculdade. Eles tem dois filhos juntos.